# Sagopschi
Sagopschi (russisch Сагопши; inguschisch СоагӀапче) ist ein Dorf (selo) in der Republik Inguschetien in Russland mit 10.048 Einwohnern (Stand 14. Oktober 2010).

## Geographie
Der Ort liegt am Nordrand des Großen Kaukasus etwa 40 km Luftlinie nordnordwestlich der Republikhauptstadt Magas, im weiten Tal zwischen dem Sunscha-Kamm (Sunschenski chrebet) im Süden und dem Terek-Kamm (Terekski chrebet) im Norden.
Sagopschi gehört zum Rajon Malgobekski und befindet sich etwa 3 km südlich des Zentrums von dessen Verwaltungssitz Malgobek. Südwestlich schließt unmittelbar das Dorf Psedach an, westlich davon liegt Inarki. Die vier Ortschaften bilden ein zusammenhängendes Siedlungsgebiet mit über 50.000 Einwohnern (2010). Sagopschi ist Sitz und einzige Ortschaft der Landgemeinde (selskoje posselenije) Sagopschi.

## Geschichte
Das inguschische Dorf wurde vermutlich im 19. Jahrhundert gegründet; Einzelheiten sind nicht bekannt. Gut zwei Kilometer entfernt entstand später eine neue Siedlung mit Namen Ach-Barsoi, gegründet von Orstchoiern (auch Karabulaker genannt), einer historischen, den Inguschen nahestehenden ethnischen Gruppe, die zuvor am Oberlauf der Assa im bergigen Teil Inguschetiens siedelte. 1873 wurden die Ortschaften unter dem Namen Sagopschi vereinigt. In der Periode der Deportation der inguschischen Bevölkerung von 1944 bis 1957 wurde das Dorf mit Osseten besiedelt und trug den ossetischen Namen Nogzard („Neues Leben“).
Seit den Tschetschenienkriegen in den 1990er-Jahren wurde Sagopschi wiederholt im Zusammenhang mit terroristischen Aktivitäten erwähnt. So lebten dort die Brüder Chanpaschi und Nurpaschi Kulajew vor ihrer Teilnahme an der Geiselnahme von Beslan 2004. Am 24. Mai 2014 wurden in Sagopschi sieben des Terrorismus Verdächtigte bei einer Aktion des FSB und der inguschischen Sicherheitskräfte getötet, darunter der 1975 in Sagopschi geborene und 2013 von Doku Umarow zum „Emir“ Inguschetiens ernannte Artur Gatagaschew.

### Bevölkerungsentwicklung
| Jahr | Einwohner |
| ---- | --------- |
| 1970 | 3.469     |
| 2002 | 10.738    |
| 2010 | 10.048    |

Anmerkung: Volkszählungsdaten

## Verkehr
Sagopschi liegt unmittelbar südlich der Regionalstraße (ehemals R296), die von der nordossetischen Hauptstadt Wladikawkas westlich an Nasran vorbei über Malgobek nach Terek in Kabardino-Balkarien (etwa 35 km westlich) führt. Die nächstgelegenen Bahnstationen befinden sich, etwa gleich weit entfernt, in Nasran, Terek und im nordossetischen Mosdok.

## Söhne und Töchter des Ortes
- Achmet Bokow (1924–2006), inguschischer Schriftsteller